# Myriotrochus bathybius
Myriotrochus bathybius is een zeekomkommer uit de familie Myriotrochidae.
De wetenschappelijke naam van de soort werd in 1920 gepubliceerd door Austin Hobart Clark.